# Lac Burt
Le Lac Burt est un lac situé dans le comté de Cheboygan, dans l'État du Michigan aux États-Unis. La rive ouest du lac constitue la limite avec le comté d'Emmet. Il tient son nom de William Austin Burt (en) qui y effectua un séjour de 1840 à 1843.

## Description
Le lac fait approximativement 16 km de long sur 8 km au plus large avec une profondeur maximale de 22 m. Ses principaux tributaires sont la Maple River, la Crooked River (en) et la Sturgeon River (en).
Le lac fait partie de l'Inland Waterway (Michigan) (en), par laquelle on peut joindre en bateau depuis la baie de Little Traverse (en) du côté du Lac Michigan vers le lac Huron à travers la péninsule inférieure du Michigan.
Le parc d'État de Burt Lake est situé sur la rive sud du lac. La zone non incorporée de Burt Lake est située en société de Burt Lake est sur la rive sud-ouest sur la M-68 (Michigan highway) (en). L'Interstate 75 passe à l'est du lac, avec deux échangeurs près de l'extrémité sud au niveau de Indian River (Michigan).
- (en) Cet article est partiellement ou en totalité issu de l’article de Wikipédia en anglais intitulé « Burt Lake » (voir la liste des auteurs).